# 어독초
어독초(漁毒草, fish stupefying plant)는 수렵채집문화에서 물고기를 기절시켜 쉽게 주워모을 의도로 물에 풀어 사용하는 독성 식물들이다. 유독물 낚시의 일종이다.
- 아프리카에서는 콩과의 실거리나무아과, 미모사아과, 콩아과 그리고 대극과의 식물들이 어독초로 사용되었다.[1]
- 캘리포니아칠엽수는 캘리포니아 참나무 소림과 셰퍼랠 일대에 널리 자라는 나무인데, 커다란 주황색 열매를 따뜻한 물에 용탈시키면 에스쿨린 혼합물이 새어나온다. 이것을 유속이 느린 물에 풀면 물고기가 기절한다.[2]
- 캘리포니아의 많은 원주민 부족들은 사포닌을 함유한 석회패랭이꽃을 어독초로 사용했다. 뿌리를 가루로 빻아 물에 거품이 나도록 섞고 강물에 흘려보냈다. 그러면 물고기가 마비되거나 아예 죽어서 수면으로 떠오른다. 이 기술을 쓰는 부족으로는 라시크족, 루이세뇨족, 유키족, 요쿠트족, 칠룰라족, 와일라키족, 미오크족, 카토족, 마톨레족, 놈라키족, 니시남족이 있다.[3]

- 올락스과의 코르카트는 잎이 암녹색이고 줄기는 흰색인 덩굴식물이다. 곤디족이 어독초로 사용한다. 여름에 이 식물의 잎을 말려서 가루를 낸 뒤 가루 1 킬로그램 정도를 깊이 1.5 미터 정도의 연못물에 풀어놓는다. 기절한 물고기를 바로 깨끗한 물에 옮기면 다시 살아난다. 코르카트를 어독초로 사용하기 위해서는 온도가 높아야 한다.
- 레키티스과의 쿰비는 도난형 잎이 달리는 커다란 낙엽수다. 나무껍질은 회색이고 큰 열매가 열린다. 뿌리를 으깨어 물에 풀어 사용한다. 이 식물을 사용하면 물이 검어진다.
- 대극과의 Cleistanthus collinus는 취락 주변에 자라는 중간 크기의 나무다. 어린 순을 짓이겨서 어독초로 사용한다.
- 옻나무과의 인도물푸레나무는 중간 크기의 낙엽수다. 붉은 콩팥 모양 열매가 열리는데 이 열매를 짓이겨서 물에 풀어 사용한다.
- 코스투스과의 크레페생강은 키 2.7 미터까지 자라는 다육성 허브다. 뿌리줄기를 짓이겨서 물에 풀어 사용한다.
- 사포테과의 마후아는 씨의 기름을 식용하기도 하는 커다란 나무다. 기름을 짜내고 남은 깻묵을 끓여서 물에 풀어 물고기를 기절시키는 데 사용한다. 넓이 100 평방피트의 연못에 깻묵 0.5 킬로그램 정도면 충분하다. 효과적이지만 물고기가 아예 죽는 경우가 많다.
- 꼭두서니과의 라이히하르트나무는 커다란 나무다. 나무껍질을 물고기 잡는 데 쓴다.[4]
- 콩과의 비자야사르는 단순한 잎이 달리는 큰 나무다. 회색 나무껍질을 짓이겨 물에 섞어 쓴다.
- 현삼과의 우단담배풀은 잎과 씨에 로테논을 함유하고 있어 어독초로 쓰인다.

## 같이 보기
- 로테논